# Galassia nana irregolare di Pegaso
La galassia nana irregolare di Pegaso (Peg DIG è una galassia nana irregolare situata nell'omonima costellazione alla distanza di quasi 4 milioni di anni luce dalla Terra. Con un blueshift di 0,000612 Peg DIG si muove in direzione della Via Lattea alla velocità di 183 km/s.
Fu identificata negli anni cinquanta da A. WIlson dall'osservatorio di Monte Palomar e confermata come galassia nana da Fisher e Tully nel 1975. Nonostante le sue ridotte dimensioni vi è una significativa attività di formazione stellare come evidenziato dalla presenza di stelle blu luminose e di piccole regioni H II, ma la maggior parte delle stelle sono stelle antiche e povere di metalli.
È una galassia satellite della galassia di Andromeda (M31) e quindi fa parte del Gruppo locale. Ha un diametro di soli 1.000 anni luce. La distanza appare a tutt'oggi incerta ed i risultati delle misurazioni presentano grande variabilità anche se la media si attesta intorno a 1,2-1,4 Megaparsec.
Non va confusa con la galassia nana sferoidale di Pegaso (o Andromeda VI), anch'essa appartenente al Gruppo locale e satellite della galassia di Andromeda.